# Shotwellia
Shotwellia is een geslacht van rechtvleugeligen uit de familie veldsprinkhanen (Acrididae). De wetenschappelijke naam van dit geslacht is voor het eerst geldig gepubliceerd in 1940 door Gurney.

## Soorten
Het geslacht Shotwellia  is monotypisch en omvat slechts de volgende soort:
- Shotwellia isleta (Gurney, 1940)